# Nothotrichocera aucklandica
Nothotrichocera aucklandica är en tvåvingeart som beskrevs av Peter M. Johns 1975. Nothotrichocera aucklandica ingår i släktet Nothotrichocera och familjen vintermyggor. Inga underarter finns listade i Catalogue of Life.